# Evangelische Kirche (Kautenbach)

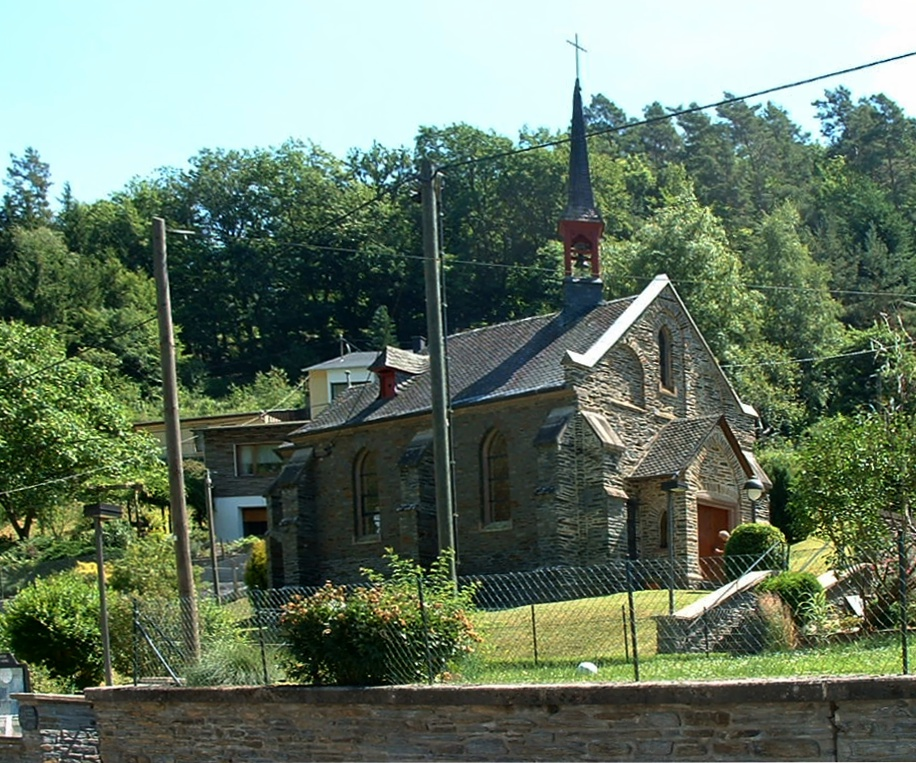
Außenansicht

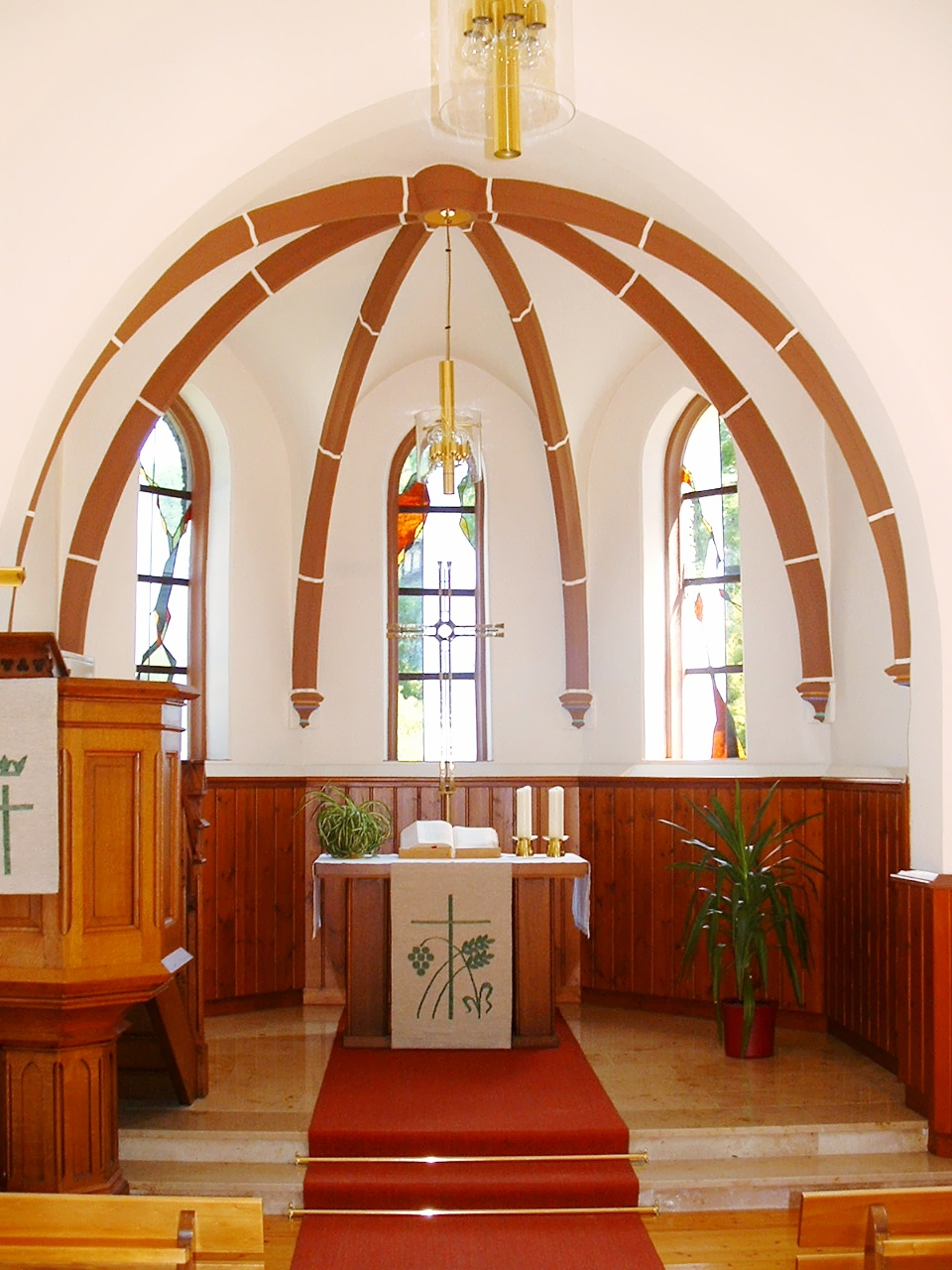
Chor und Altar

Die Evangelische Kirche Kautenbach ist eine von zwei Kirchen der Evangelischen Kirchengemeinde Bernkastel-Kues im Kirchenkreis Trier der Rheinischen Landeskirche. Politisch gehört Kautenbach zur Stadt Traben-Trarbach.

## Geschichte
Der 1334 erstmals urkundlich erwähnte ehemalige Bergmannsort wird vom Kautenbach in zwei konfessionelle Teile getrennt. Im 18. Jahrhundert erfuhr das Dorf durch den Bergbau eine gewisse Blüte. Im katholischen Ortsteil wurde 1871–1874 die katholische Filialkirche St. Maria Himmelfahrt errichtet.
Für die evangelischen Einwohner von Kautenbach, die auch heute noch zur Kirchengemeinde Bernkastel-Kues gehören, wurde Ende des 19. Jahrhunderts die kleine Kirche errichtet und am 5. September 1897 eingeweiht.

## Nutzung
Die Kirche ist eine von zwei Kirchen und vier Predigtstätten der evangelischen Kirchengemeinde Bernkastel. Derzeit wohnen etwas über 70 Gemeindemitglieder im Ortsteil Kautenbach. Hier findet etwa einmal im Monat und an Festtagen ein Gottesdienst statt.